# Salto (departamento)
Salto é um departamento do Uruguai, sua capital é a cidade de Salto. Está localizado no noroeste do país.

## História
O povoado de Salto foi fundado em 8 de novembro de 1756, sendo elevado em 8 de junho de 1863 a categoria de cidade. O departamento foi criado em 17 de junho de 1837 em territórios que antes pertenciam ao departamento de Paysandú. No início, Salto incluía o atual departamento de Artigas.

### Etimologia
Salto deve seu nome aos diversos e atrativos saltos de água que emanam do rio Uruguai. Antes de sua fundação, os indígenas que habitavam a região referiam-se a localidade fazendo uso do vocábulo guarani "ytu", que significa "saltos d'agua"

## Geografia

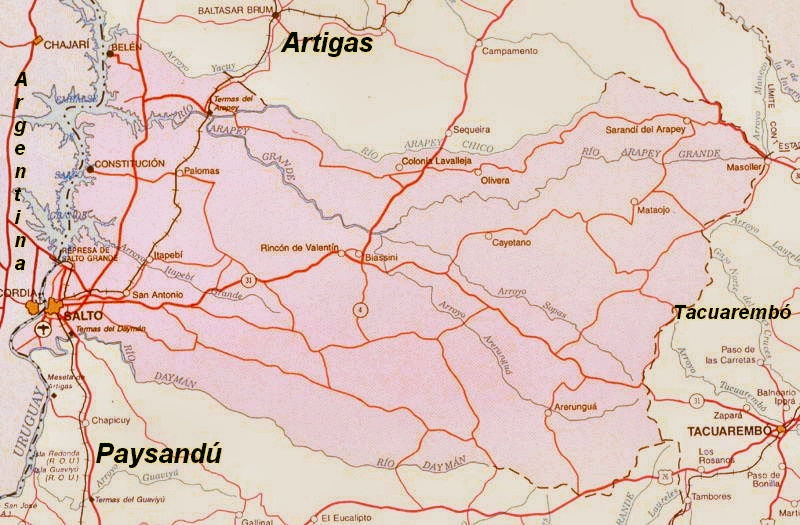
Mapa cartográfico do departamento de Salto

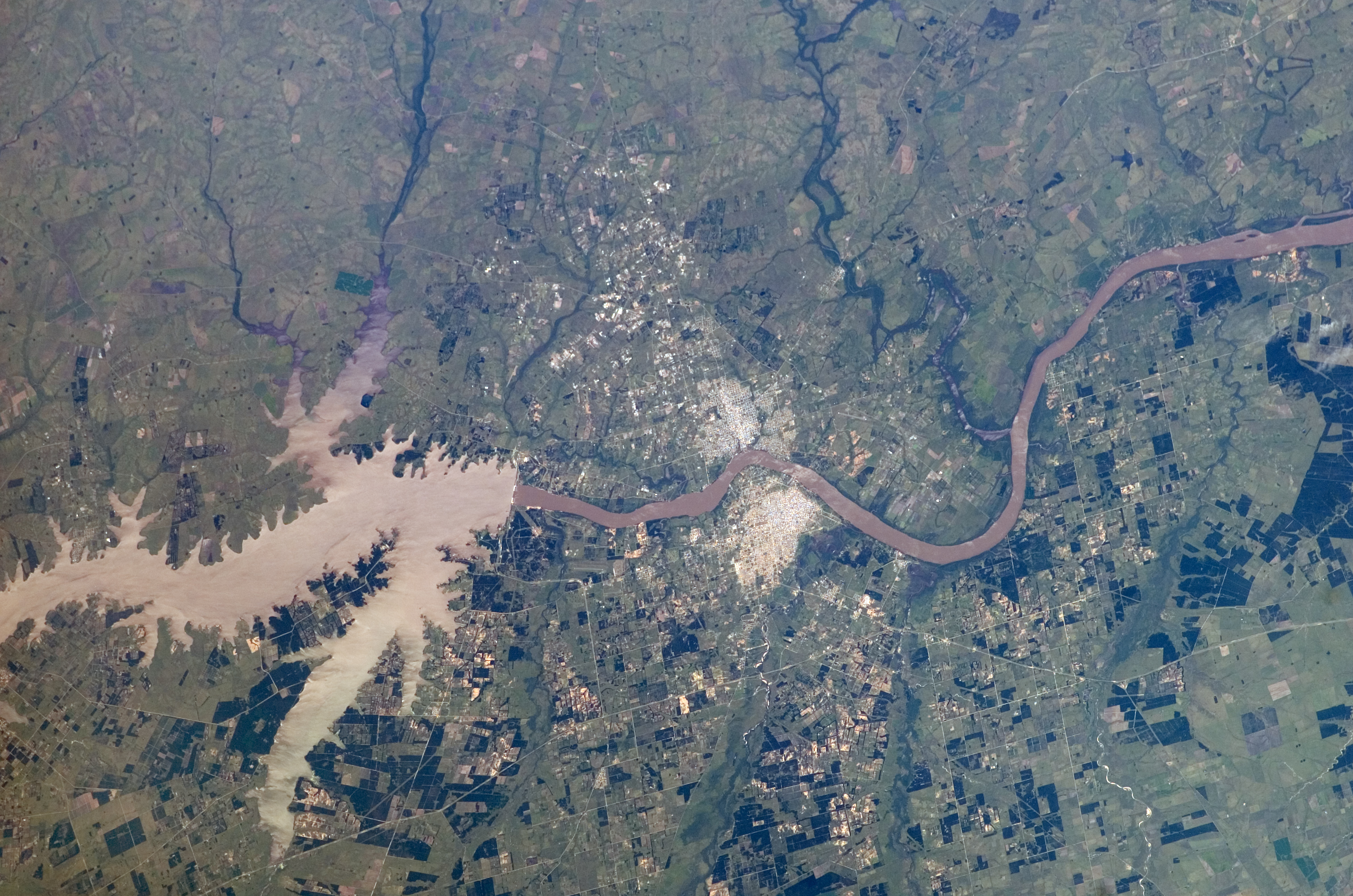
Lago formado da Represa Salto Grande

Salto possui área total de 14.163 km², correspondente a 8,03% da área total do país.

### Orografia
O território de Salto é ligeiramente ondulado e pedregoso nas baixadas e partes superiores dos cerros e coxilhas, com pastagens destinadas a criação de gado. É plano nas proximidades do rio Uruguai.

### Hidrografia
O rio Arapey Chico faz a divisa de Salto com Artigas, o rio Daymán faz a divisa com
Paysandú e o rio Uruguai faz a fronteira com a Argentina. Outro rio de importância é o rio Arapey Grande, do qual nascem vários riachos que cruzam praticamente todo o departamento.

### Clima
O clima é muito quente e úmido no verão, com temperaturas entre 18 e 19 °C nos meses de outubro e novembro. A média anual de precipitações é de 1.100 mm, o que ocasiona eventuais cheias dos rios Arapey, Daymán e Uruguai.

### Limites
- Artigas ao norte;
- Paysandú ao sul;
- Rivera e Tacuarembó a leste;
- Argentina - província de Entre Rios - a oeste.

## Demografia
De acordo dom o censo de 2004, Salto possuía 123.120 habitantes, correspondente a 3,80% da população total do Uruguai. Para cada 100 mulheres existem 96,4 homens.
- taxa de crescimento populacional: 0,970%
- taxa de natalidade 20,49 nascimentos por mil habitantes
- taxa de mortalidade: 7,96 mortes por mil habitantes
- média de idade: 27,2 (26,2 homens e 28,3 mulheres)
- expectativa de vida: 74,97 anos
  - homens: 71,73 anos
  - mulheres: 78,34 anos
- média de filhos por família: 2,81 filhos/mulher
- renda per capita urbana (cidades de 5.000 ou mais habitantes): 3.222,80 pesos uruguaios/mês

### Evolução da população
Crescimento da população de 1852 a 2004 (habitantes):
- 1852: 7.364
- 1860: 15.821
- 1908: 46.259
- 1963: 92.183
- 1975: 103.074
- 1985: 108.487
- 1996: 117.597
- 2004: 123.120

## Economia
O departamento de Salto é basicamente de tradição pecuária, com criação de gado bovino e ovino. Os estabelecimentos agrícolas se encontram no oeste, nas proximidades do rio Uruguai. Entre os limites da cidade de Salto e do vilarejo de San Antonio é cultivado cítricos, morango, tomate, agrião, melancia, uva, entre outros. No norte se planta trigo, girassol, milho e cereais, e em El Espinillar, cana de açúcar. A presença de pedras preciosas  — ágatas e ametistas — possibilita sua exploração em demasia. Na indústria, destacam-se os frigoríficos, as de construção, preparados de suco e de engarrafamento de água mineral.

## Principais centros urbanos
Cidades e povoados com mais de 1.000 habitantes, de acordocomo censo de 2004.
| Cidades/povoados | população |
| ---------------- | --------- |
| Salto            | 99.072    |
| Constitución     | 2.844     |
| Belén            | 2.030     |
| Pueblo Lavalleja | 1.049     |